# Hitlers Rede vor dem Deutschen Reichstag am 23. März 1933

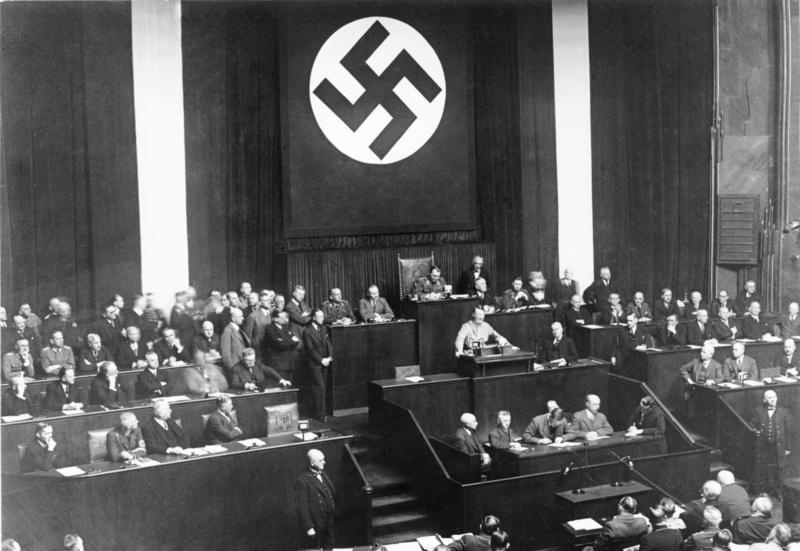
Adolf Hitler bei seiner Rede zum Ermächtigungsgesetz (23. März 1933)

Die Rede Adolf Hitlers als Reichskanzler vor dem Deutschen Reichstag am 23. März 1933 ist auch als Rede zum Ermächtigungsgesetz bekannt. Damit schaffte Hitler die Demokratie ab und führte die Diktatur ein. Weil der Plenarsaal des Reichstags infolge des Brandes vom 27./28. Februar nicht benutzbar war, fand sie in der Krolloper statt. Zahlreiche gewählte Reichstagsmitglieder nahmen nicht daran teil, weil ihnen als Kommunisten das Mandat aberkannt worden war oder weil sie wie viele SPD-Mitglieder in Schutzhaft genommen worden oder geflohen waren. Die Rede war nach dem Tag von Potsdam Hitlers zweiter Auftritt vor dem Reichstag. Als vom Reichspräsidenten ernannter Reichskanzler beantragte und erhielt Hitler die parlamentarische Zustimmung des Restparlaments zum Ermächtigungsgesetz. Dieses trat einen Tag später in Kraft. Im gleichen Monat fand die Gleichschaltung der Länder im Widerspruch zum Redetenor statt.
Nach der Rede gab es eine Beratungspause, während der sich um die Krolloper herum Mengen von bewaffneten SS- und SA-Leuten versammelten und skandierten: „Wir verlangen das Ermächtigungsgesetz, sonst gibt es Zunder!“ Hinter dieser Einschüchterungsaktion steckte der Dienstherr der preußischen Polizei und des Paramilitärs Hermann Göring.
Die Rede stellte den Endpunkt einer Entwicklung dar, die am 30. Januar 1933 mit Hitlers Ernennung zum Reichskanzler begonnen hatte. Als erklärter Gegner der Demokratie ließ er durch Hindenburg den Reichstag auflösen, entging damit Misstrauensanträgen von SPD und KPD. Am 4. Februar folgte die erste einer Reihe von Notverordnungen, die sich gegen die politische Opposition richteten. Nach dem Reichstagsbrand wurden sieben Grundrechtsartikel der Weimarer Verfassung außer Kraft gesetzt. In diesem Klima der Repression und des Ausnahmezustands fand Hitlers Reichstagsrede statt.
Der nach der Rede verabschiedete Gesetzentwurf stammte aus dem Reichsinnenministerium Wilhelm Fricks. Frick gilt als die Person, die das „Gesetz zur Behebung der Not von Volk und Reich“ juristisch abgesichert hatte.
Die im März 1933 längst gleichgeschaltete deutsche Presse berichtete von Hitlers Reichstagsrede mit überschwänglichem Lob. Die vor der Gleichschaltung international angesehene Kölnische Zeitung resümierte in ihrer Morgenausgabe vom 24. März: „Dieses Ereignis wird in der deutschen Geschichte nicht nur als Grundstein zum Neubau des Reichs, sondern gleichzeitig als ein bleibendes Denkmal nationaler Einheit verzeichnet werden.“ Die internationale Presse hingegen sah die Rede kritisch. Die New York Times titelte am Tag danach: „Hitlers Kabinett bekommt die Macht einer Diktatur.“ Die Wahrheit aus Wien stellte auf ihrer Titelseite fest, dass bei der Abstimmung „der überwiegende Großteil der gewählten kommunistischen Abgeordneten hinter Schloß und Riegel sitzt, den übrigen Mitgliedern der radikalen Linken die Abgeordnetenlegitimationen nicht zugestellt wurden und daß auch von den gewählten Sozialdemokraten einige noch inhaftiert sind, andere aus Furcht vor Verhaftung sich nicht sehen ließen.“

## Ablauf der Rede
Für die meisten Abgeordneten im Parlament war dies die erste Gelegenheit, Hitler zu sehen und leibhaftig sprechen zu hören. Einige Kernfiguren der Linken wie Rudolf Breitscheid (SPD) waren entweder im Urlaub oder, wie Ernst Torgler (KPD), bereits in Haft. Die etwa 50-minütige Rede, bei der Hitler im Braunhemd auftrat, ist in der Retrospektive dadurch bemerkenswert, dass sie die wesentlichen Züge der späteren NS-Politik – allen voran die „Lebensraum“-Expansionspolitik, die Unitarisierung, die Bekämpfung politischer Opponenten, die Gleichschaltung und die Abkehr vom römischen Recht – bereits voraussagte. Lediglich der Antisemitismus als Leitmotiv des „Volkskörpers“ fehlt als zentrales Thema.
Die Rede kann grob in drei Teile gegliedert werden: Zunächst rekapituliert Hitler die Geschichte des Deutschen Reiches von der Novemberrevolution bis in die Gegenwart, beschreibt diese Entwicklung als illegitim und macht sie für die Not und Missstände im Reich verantwortlich. Im längsten Teil der Rede listet er gewisse Missstände als besonders dringlich auf und erklärt, wie die Reichsregierung unter seiner Führung diese Probleme beheben wolle. Zum Schluss kommt Hitler wieder auf das Ermächtigungsgesetz zu sprechen und legt dar, weshalb dieses vonnöten sei, um die zuvor ausführlich beschriebene Reichskrise effektiv beenden zu können.

### Einleitung – Vorgeschichte
Hitler rekapituliert zu Beginn seiner Rede die Geschichte des Deutschen Reiches, angefangen mit dem Sturz der monarchischen Regierung unter Kaiser Wilhelm II. durch die Novemberrevolution. In dieser hätten „marxistische Organisationen“ „die vollziehende Gewalt an sich“ gerissen, in dem sie die Monarchen entthront, „die Reichs- und Landesbehörden abgesetzt“ und „damit die Verfassung gebrochen“ hätten. Da die Marxisten keinen Rückhalt des deutschen Volkes hinter diesem Akt genossen, hätten sie ihr Handeln mit der „Kriegsschuldlüge“ legitimiert – der, laut Hitler, unzutreffenden Behauptung, Deutschland sei allein am Ersten Weltkrieg schuld gewesen.
Indem die Marxisten die „Kriegsschuldlüge“ für ihre Zwecke missbrauchten, seien die anschließenden „schwersten Unterdrückungen des deutschen Volkes“ billigend in Kauf genommen worden. Für die Siegermächte des Ersten Weltkrieges habe sich durch das deutsche Anerkenntnis der „Kriegsschuldlüge“ die Gelegenheit geboten, Deutschland mit dem „Versailler Diktat“ harsche Bedingungen aufzuerlegen und so „eine Zeit grenzenlosen Unglücks“ für das deutsche Volk einzuleiten. Bis zur Gegenwart hätten sich alle Versprechungen der „Novemberverbrecher“ als „bewusste Irreführungen“ oder zumindest „nicht minder verdammenswerte Illusionen“ erwiesen und die Errungenschaften der Revolution wären für die „überwältigende Mehrheit“ des Volkes „unendlich traurige“ gewesen. Dieser Verfall der „politischen und wirtschaftlichen Erbmasse“ des Reiches habe sich selbst vierzehn Jahre nach Proklamation der Weimarer Republik nicht erholen können, vielmehr führte „die Linie der Entwicklung fortan nach unten“. Auch das deutsche Volk würde dieses Versagen zunehmend erkennen und sich daher trotz Regierungspropaganda von den verantwortlichen Organisationen und der Weimarer Verfassung abwenden. Gezeigt habe sich dies spätestens mit der Reichstagswahl im März 1933, als die zuvor „furchtbar unterdrückten“ Nationalsozialisten mit 43,9 % eine klare Mehrheit erlangten. Mithin habe das deutsche Volk der „nationalen Revolution“ und damit der Beseitigung der „seit November 1918 herrschenden Mächte“ seine Zustimmung erteilt.

### Missstände und Programmatik
Im zweiten und längsten Teil der Rede präsentiert Hitler sein „Programm des Wiederaufbaus von Volk und Reich“ und stellt diejenigen Missstände vor, die hauptverantwortlich für die „Größe der Not unseres politischen, moralischen und wirtschaftlichen Lebens“ seien.

#### Vernichtung des Marxismus
Um die zukünftige Stabilität des Reiches zu erreichen und zu bewahren, müssten zunächst seine „inneren Feinde“ ausgeschaltet werden, das heißt „diejenigen […], die auch für die Zukunft jeden tatsächlichen Wiederaufstieg verhindern würden.“ Gemeint sind die, in der Einleitung ausdrücklich für den Verfall verantwortlich gemachten, Marxisten. Deren „marxistische Irrlehre“ predige die „permanente Revolution gegen alle [weltanschaulichen] Grundanlagen unseres seitherigen Gemeinschaftslebens“ und ende so „naturgesetzlich im kommunistischen Chaos.“ So seien immer mehr Bürger bereit „im Dienste der kommunistischen Idee“ – d. h. für eine kommunistische Revolution nach sowjetischem Vorbild – schwerste Straftaten zu begehen, wobei mit der „Brandstiftung im Reichstagsgebäude“ der vorläufige Höhepunkt erreicht worden sei, der nicht nur Deutschland, sondern ganz Europa gefährde.
Um das „kommunistische Chaos“ zu verhindern, müsste das Reich gegen seine internen Feinde rücksichtslos vorgehen. So setze sich Hitler nachdrücklich dafür ein, den Reichstagsbrand „durch die öffentliche Hinrichtung des schuldigen Brandstifters und seiner Komplizen zu sühnen“ – mit den Komplizen gemeint sind mehrere Parteimitglieder der Kommunistischen Partei Deutschlands (KPD), von deren Unterstützung Hitler entgegen dem damaligen Kenntnisstand überzeugt war.
Um die Kommunisten „in unserem Lande restlos auszurotten und zu beseitigen“ sei es nicht nur notwendig, gegen diese gewaltsam vorzugehen; es müsse auch der „deutsche Arbeiter“ für den „nationalen Staat“ begeistert werden. Nur die „Herstellung einer wirklichen Volksgemeinschaft“, könne eine stabile Gemeinschaft sicherstellen. Oder anders formuliert: Der spaltende, gefährliche Sozialismus nach Maßgabe der KPD und SPD sei insuffizient, da er verkenne, dass unterschiedliche Klassen und Stände unterschiedliche Interessen verfolgen würden. Diese könnten nur völkisch, das heißt durch ihre Rasse, zu einem gemeinschaftlichen „Volkskörper“ werden, durch den eine stabile Gesellschaft gewährleistet sei.

#### Schwächung des Föderalismus
Die Stabilität des Reiches sei zudem durch eine zunehmende „Schwächung der Autorität der obersten Staatsführung (Reichsregierung)“ gefährdet. Konkret bezieht Hitler sich auf die ihm vorausgehenden Reichsregierungen, die oftmals nur wenige Monate (zum Beispiel Kabinett Papen), teilweise nur wenige Wochen (zum Beispiel Kabinett Schleicher), Bestand hatten – die längste Regente hatte das Kabinett Müller II mit gerade einmal 1 Jahr und 272 Tagen. Dies liege daran, dass innerhalb des Reiches zu mächtige Gliedstaaten existierten, die „Vorstellungen [haben], die mit der Einheit des Reiches unverträglich sind.“ So hätten mehrfach Ministerpräsidenten „unter Zuhilfenahme der modernen Mittel der politischen Propaganda“ vor der Welt andere Gliedstaaten und das Reich verächtlich gemacht und damit die deutsche Autorität für das Ausland geschwächt. Im historischen Kontext betrachtet, bezog sich Hitler wahrscheinlich auf Otto Braun, dem ehemaligen Ministerpräsidenten Preußens, der durch die Reichsregierung unter Franz von Papen infolge des Preußenschlags de facto gestürzt wurde; gegen diesen Putsch versuchte Braun mehrfach erfolglos juristisch vorzugehen und er verbreitete seinen Unmut darüber sowohl über den Reichs-Rundfunk, als auch in ausländischen Zeitschriften. Die Wohlfahrt der Länder hänge so wie die Existenz der einzelnen deutschen Menschen „an der Kraft und Gesundheit des Reichs“. Jedoch sei „die geistige und willensmäßige Einheit der Nation und damit [der] Reichsgedanke an sich“ nicht möglich, wenn die „Gleichmäßigkeit der politischen Intentionen im Reich und in den Ländern“ nicht gewährleistet sei.
Es sei nicht Absicht, durch das Ermächtigungsgesetz „die Länder aufzuheben“. Auch solle „Rücksichtnahme auf die Traditionswerte der Länder“ genommen werden. Es müssten nur übergangsweise Maßnahmen getroffen werden, um Reich und Länder wieder in Einklang zu bringen. Und „je größer diese geistige und willensmäßige Übereinstimmung, um so weniger Interesse kann […] für das Reich bestehen, das kulturelle und wirtschaftliche Eigenleben der einzelnen Länder zu vergewaltigen.“

#### Vereinnahmung der Presse und Medien
Um den für die Stabilität notwendigen „Volkskörper“ zu garantieren, müsse die Reichsregierung eine „moralische Sanierung“ vornehmen. Das gesamte Erziehungswesen – vor allem das Theater, der Film, die Literatur, die Presse und der Rundfunk – müssten hierfür unmittelbar von der Regierung geleitet und kontrolliert werden. Auch wenn Hitler dieses Wort nicht benutzte, so ist mit der „moralischen Sanierung“ durch volle staatliche Kontrolle der Medien zweifelsfrei die spätere Gleichschaltung der Gesellschaft gemeint. Der Reichspropagandaleiter Joseph Goebbels erklärte in diesem Zuge am 25. März 1933 und damit nur einen Tag nach Inkrafttreten des Ermächtigungsgesetzes gegenüber der Reichs-Rundfunk-Gesellschaft:

„Der Rundfunk wird gereinigt. […] Wir machen gar keinen Hehl daraus: Der Rundfunk gehört uns, niemandem sonst. Und den Rundfunk werden wir in den Dienst unserer Idee stellen, und keine andere Idee soll hier zu Wort kommen.“

An der Kunst veranschaulicht Hitler exemplarisch seine Vorstellung der „geistigen Entgiftung“: Der deprimierende Realismus müsse beseitigt und gegen „Heroismus“ ersetzt werden, da „gerade in Zeiten beschränkter politischer Macht der innere Lebenswert und Lebenswille der Nation einen umso gewaltigeren kulturellen Ausbruch“ benötigen würde. Um dem Volk durch den Heroismus neue Kraft und Motivation zu geben, sei es notwendig, dass dieses unentwegt über die „große Vergangenheit“ des Reiches aufgeklärt wird; mithin solle der deutschen Jugend „Ehrfurcht vor den großen Männern“ – wie Bismarck und Wilhelm II. – eingehämmert werden. Um das verfolgte Ziel eines „Volkskörpers“ zu erreichen, müsse Quelle der künstlichen Intuition „Blut und Rasse“ sein. Es handelt sich um die einzige Stelle in der Rede, in der das Wort „Rasse“ benutzt wird.

#### Freundschaftliche Beziehung zu den christlichen Kirchen
Weil in den beiden christlichen Konfessionen der römisch-katholischen und evangelischen Kirche die „wichtigsten Faktoren der Erhaltung unseres Volkstums“ lägen, wolle die Reichsregierung mit diesen in freundschaftlicher Beziehung zusammentreten und die „Kompromisse mit atheistischen Organisationen“ rückgängig machen. Das Christentum verfolge in ihrem „Kampf gegen eine materialistische Weltauffassung und für die Herstellung einer wirklichen Volksgemeinschaft“ dieselben Ziele wie der Nationalsozialismus und genieße daher den Schutz der Regierung. Gleichsam sei die Kirche daran erinnert, dass „die Zugehörigkeit zu einer bestimmten Konfession“ nicht von den „allgemeingesetzlichen Verpflichtungen“ entbinden würde. Sollte sie sich also gegen die „nationale Erhebung“ stellen, werde auch sie bekämpft werden.

#### Reform der Justiz
Weil das Rechtswesen in erster Linie der Erhaltung der Volksgemeinschaft dienen soll, müsse im Mittelpunkt des Gesetzes „nicht das Individuum […], sondern das Volk“ stehen. Im Einklang mit Punkt 19 des 25-Punkte-Programms, in dem die NSDAP den „Ersatz für das der materialistischen Weltordnung dienende römische Recht durch ein deutsches Gemeinrecht“ fordert, wirft Hitler der Justiz vor, ihre Fokussierung auf individuelle Interessen anstelle des Volksinteresses würde den Egoismus fördern und die Volksgemeinschaft schwächen.
Ebenso macht Hitler seine Ablehnung der Rechtsstaatlichkeit deutlich, indem er fordert, die Justiz müsse sich – um gerechtere Einzelentscheidungen treffen zu können – nicht am positiven Recht, sondern an der naturrechtlichen, materiellen Gerechtigkeit orientieren. Konkret: Das geschriebene Recht solle dann nicht bindend sein, wenn seine Anwendung zu einem der Volksgemeinschaft schädigenden Ergebnis führen würde. Ergo muss „die Elastizität der Urteilsfindung zum Zweck der Erhaltung der Gesellschaft“ gewährleistet sein.
In derselben Weise sei die Liberalisierung der Rechtsprechung, die sich in der Weimarer Republik zunehmend den spezialpräventiven Theorien von Franz von Liszt zuwandte, abzulehnen. Stattdessen sollten vor allem Landes- und Volksverrat „mit barbarischer Rücksichtslosigkeit ausgebrannt werden“, womit Hitler eine Rückkehr zu den vergeltungstheoretischen und generalpräventiven Theorien der vorangehenden Epochen fordert. In dieser Philosophie stehen auch die späteren NS-Sondergerichte, so etwa die Verabschiedung des Volksgerichtshofs am 24. April 1934 zur Aburteilung von Hoch- und Landesverrat.

#### Wirtschaftspolitik: Stärkung des Arbeiters und Protektionismus
Durch umfangreiche Wirtschaftsreformen sollten primär zwei Bevölkerungsgruppen gerettet werden: Der Mittelstand und das deutsche Bauerntum. Letztere seien unbedingt vor dem Bankrott zu bewahren, weil in der Landwirtschaft die wichtigste Quelle für den deutschen Binnenhandel und den deutschen Export liegen würde; ein Zerfall des Bauerntums führe „zum Zusammenbruch der deutschen Wirtschaft überhaupt“. Doch auch kulturell habe sich das Bauerntum als „Gegengewicht“ zum Kommunismus präsentiert, ohne das „der kommunistische Wahnsinn jetzt Deutschland überrannt“ hätte.
Um die Schichten also zu unterstützen und gleichzeitig die fast fünf Millionen arbeitslosen Deutschen in den Produktionsprozess wieder einzugliedern, müsse sich Arbeit wieder lohnen und dem völkischen Ganzen dienen. Dies sei durch Bodenreformen einerseits und der Garantie des Privateigentums für den Arbeiter andererseits zu gewährleisten. Auch solle eine umfassende Steuerreform ergehen, durch die zukünftig vor allem die Oberschicht, nicht jedoch Kleinunternehmer belastet werden sollen. Durch Entbürokratisierung und insbesondere Vereinfachung der Staatsverwaltung durch Kompetenzverlagerung der Länder an das Reich, sollen die öffentlichen Lasten für den Bürger verringert werden. „Währungsexperimente“ seien abzulehnen, womit sich Hitler für den Erhalt der Reichsmark und gegen die Politik des Altkanzlers Gustav Stresemann ausspricht, der 1923 die Übergangswährung Rentenmark einführte. Stresemann war bereits zuvor mehrfach Opfer nationalsozialistischer Häme geworden, insbesondere wegen seiner Ehe mit der Jüdin Käte Kleefeld. Durch staatlichen Interventionismus solle „die Steigerung der Konsumkraft“ des Mittel- und Bauernstandes gewährleistet werden. Generell seien die marktwirtschaftlichen Prozesse zu modifizieren; wo auch immer es nötig ist, werde die Reichsregierung wirtschaftlich intervenieren, „auch wenn [die Maßnahmen] im Augenblick gesehen auf keine Popularität rechnen können.“ So gedenke sie, eine „Arbeitsdienstpflicht“ einzuführen – dies wurde im Juni 1935 durch den Reichsarbeitsdienst auch umgesetzt.
Hitler sprach sich für Protektionismus und gegen eine Wettbewerbswirtschaft mit freier Marktpreisbildung aus. Die Reichsregierung vertrete nicht per se „Exportfeindlichkeit“ und wisse, dass „die geographische Lage des rohstoffarmen Deutschlands eine Autarkie für unser Reich nicht völlig zulässt.“ Gleichsam sei die fragile Lage Deutschlands vor allem durch die Siegermächte dazu ausgenutzt worden, diesem „Leistungen ohne Gegenleistungen“ abzuverlangen. Solange also die Reparationszahlungen nach Artikel 231 des Versailler Vertrags nicht abgesenkt werden, fühle sich das Reich zu „Devisenzwangswirtschaft“ gezwungen. Hitler verspreche sich durch konsequente Befolgung des protektionistischen Kurses, dass die Siegermächte ihre Reparationsforderungen in der Hoffnung, Deutschland für den internationalen Markt zurückzugewinnen, senken werden.

#### Umfassende Verstaatlichung des Personenverkehrs und Beamtentums
Durch staatliche Interventionen solle eine Rangordnung verschiedener Verkehrsmittel garantiert werden. So solle die Kfz-Nutzung durch eine Erhöhung der Kraftfahrzeug-Steuer unattraktiver gemacht werden, wohingegen die Deutsche Reichsbahn, die im Zuge des Dawes-Plan durch die Deutsche Reichsbahn-Gesellschaft geführt wurde, verstaatlicht werden soll. Auch der Luftverkehr, als „Mittel friedlicher Verbindung der Völker untereinander“, müsse Staatseigentum werden. Das Berufsbeamtentum müsse enger an die Reichsregierung gekoppelt werden und „hingebende Treue und Arbeit“ leisten. Autonomes Handel dieser sei nur „bei zwingender Not angesichts der Lage der öffentlichen Finanzen“ legitim.

#### Aufrüstung der Reichswehr
Es sei der „aufrichtige Wunsch der nationalen Regierung, von einer Vermehrung des deutschen Heeres […] absehen zu können“, jedoch müsse zur nationalen Sicherheit „Gleichberechtigung“ gewährleistet sein, denn „Deutschland will nichts als gleiche Lebensrechte und gleiche Freiheit.“ Das Denken der Siegermächte in die Kategorien von „Siegernationen und Besiegten“ aus dem Versailler Vertrag müsse beseitigt werden, um ein friedliches Zusammenleben der Nationen zu ermöglichen:

„Die nationale Regierung ist bereit, jedem Volke die Hand zu einer aufrichtigen Verständigung zu reichen, das gewillt ist, die traurige Vergangenheit endlich einmal grundsätzlich abzuschließen. Die Not der Welt kann nur vergehen, wenn innerhalb der Völker und untereinander durch stabile Verhältnisse wieder Vertrauen geschaffen wird.“

Kurzum erkläre sich Hitler bereit, radikal abzurüsten, wenn die anderen Nationen dem nachkommen würden. Solange dies nicht geschieht, bestünde ein „rechtswidriger Zustand einer einseitigen Abrüstung und der daraus resultierenden nationalen Unsicherheit Deutschlands“. In einem solchen müsse Deutschland entgegen seinen Verpflichtungen aus dem Versailler Vertrag die Reichswehr aufrüsten.

#### Außenpolitik
Die Programmatik schließt Hitler mit Ausführungen zur Außenpolitik. Zunächst sprach er dem Diktator des faschistischen Italiens, Benito Mussolini, seine Dankbarkeit aus, weil dieser in der Vergangenheit vermehrt das friedliche Zusammenleben zwischen Deutschland und den Siegermächten ausgehandelt hätte. Hitler sei „besonders dankbar“ für „die verständnisvolle Herzlichkeit, mit der die nationale Erhebung Deutschlands in Italien begrüßt worden ist“ und hoffe auf diesen gemeinsamen geistigen Idealen fruchtvoll aufbauen zu können. Diese prophezeite Zusammenarbeit mündete viele Jahre später in der Unterzeichnung des Stahlpaktes und der Formation Deutschland und Italiens zu der Achse Berlin–Rom, die im Zweiten Weltkrieg als Verbündnis gegen die Alliierten kämpfte.
Da die Reichsregierung „im Christentum die unerschütterlichen Fundamente des sittlichen und moralischen Lebens“ des Volkes sehen würde, müsse sie die freundschaftlichen Beziehungen zum Heiligen Stuhl bewahren und stärken. Diese Erklärung führte vor allem bei den Mitgliedern der Zentrumspartei zu Beifall. Das zu diesem Zweck im Juli 1933 abgeschlossene Reichskonkordat ist bis heute gültig. Zu der Sowjetunion wolle die Reichsregierung trotz derer politischer Ausrichtung freundschaftliche Beziehungen pflegen, weil „der Kampf gegen den Kommunismus in Deutschland unsere innere Angelegenheit [ist]“. Sollte sich die Sowjetunion in diese innere Angelegenheit jedoch einmischen, so werde dies nicht geduldet. Diese verhältnismäßig versöhnlichen Worte standen im klaren Widerspruch zu Hitlers zuvor getätigten Äußerungen in seiner Programmschrift Mein Kampf (1923) und seinem Zweiten Buch, in denen er einen „Eroberungs- und Vernichtungskrieg gegen die Sowjetunion“ zum Hauptziel seiner Außenpolitik erklärte; denn der „Bolschewismus“ sei die extremste Herrschaftsform des „Weltjudentums“, zudem könne Deutschland seinen „Lebensraum“ dauerhaft nur im Osten finden („Lebensraum im Osten“). Mit den Siegermächten wolle Hitler einen friedlichen Austausch pflegen. Damit dieser möglich sei, sollten diese jedoch die „Unterscheidung in Sieger und Besiegte“ – mithin den Friedensvertrag von Versailles – hinter sich lassen. Die Planungen der anstehenden Londoner Weltwirtschaftskonferenz sehe die Reichsregierung als einen ersten Schritt in Richtung friedlicher Verständigung und wolle das Vorhaben umso entschiedener unterstützen.

Zuletzt kommt Hitler auf das deutsche „Brüdervolk“ Österreich und die übrigen „deutschen Stämme“ zu sprechen. In Anlehnung an die Illegitimität des Versailler Vertrags und der nationalsozialistischen Philosophie von „Lebensraum“ sei sich die Reichsregierung „in ihrem Handeln der Verbundenheit des Schicksals aller deutschen Stämme bewusst.“ Deutschland werde sich notfalls auch gewaltsam für „das Schicksal der Deutschen außerhalb der Grenzen des Reiches, die als besondere Volksgruppen innerhalb fremder Völker um die Wahrung ihrer Sprache, Kultur, Sitte und Religion kämpfen“ einsetzen. In diesen klaren Worten findet sich eine Ankündigung von Hitlers späterer Expansionspolitik, so wurde mit dem Anschluss Österreichs dieses 1938 in das Deutsche Reich eingegliedert und auch die Annexion der Tschechoslowakei im Rahmen der Sudetenkrise erfolgte unter dem Vorwand, die Autonomie der „unterdrückten“ Sudetendeutschen zu sichern.
Nach der umfassenden Darlegung der Programmatik kommt Hitler wieder auf das Ermächtigungsgesetz zu sprechen. Dieses sei notwendig, um die ambitionierten Ziele schnell und effektiv umzusetzen: „Die Durchführung dieser Aufgaben beziehungsweise ihre Lösung ist notwendig.“ Zu viel Parlamentarismus und Diskussion würde den Fortschritt behindern und so dazu führen, dass Deutschland die Missstände weiterhin nicht angeht.
Auch sei es für die angestrebte Stabilität des Reiches vonnöten, dem Volk eine ebenso stabile Reichsregierung zu garantieren – immerhin hatte die Autorität der vorausgehenden Reichsregierungen wegen ihrer Fragilität immer mehr gelitten und an Ansehen im Volk verloren. Eine handlungssichere, „souveräne“ Regierung sei „im heutigen Zustande der tiefgehenden Erregung der Nation“ jedoch unmöglich, wenn diese „sich für ihre Maßnahmen von Fall zu Fall die Genehmigung des Reichstags erhandeln und erbitten“ müsse:

„Die Autorität und damit die Erfüllung der Aufgaben der Regierung würden leiden, wenn im Volke Zweifel an der Stabilität des neuen Regiments entstehen könnten.“

Anschließend beschwichtigt Hitler die radikalen Forderungen nach unkontrollierter Handlungsfähigkeit und Stabilität. Der Reichstag solle nicht aufgelöst werden, im Gegenteil behalte sich die Regierung „auch für die Zukunft vor, ihn über ihre Maßnahmen zu unterrichten oder aus bestimmten Gründen, wenn zweckmäßig, auch seine Zustimmung einzuholen.“ Das Ermächtigungsgesetz solle insofern als eine Art Notstandsgesetz betrachtet werden, das nur „zur Durchführung der lebensnotwendigen Maßnahmen“ angewendet werden wird.
Die Rede schließt Hitler mit Verweis auf die Zustimmung aus dem deutschen Volk. Keine „Revolution“ sei so „diszipliniert und unblutig“ verlaufen wie die „nationale Erhebung“ der NSDAP. Zum ersten Mal seit langem seien ruhige Verhältnisse in Deutschland eingekehrt, die der gespaltene Reichstag nie garantieren konnte. Er appelliere somit an den Reichstag, das Gesetz zu verabschieden, um so auch für die Zukunft eine „ruhige deutsche Entwicklung“ zu ermöglichen. Würde sich dieser jedoch dagegenstellen, so sei er „ebenso entschlossen und bereit, die Bekundung der Ablehnung und die Ansage des Widerstandes entgegenzunehmen.“ Die Rede wird geschlossen mit den Worten:

„Mögen Sie, meine Herren, nunmehr selbst die Entscheidung treffen über Frieden oder Krieg.“

Es folgten Ovationen und der stehend angestimmte Gesang des Deutschlandliedes.

## Gegenrede
Während drohende Sprechchöre der Sturmabteilung (SA) hereindrangen, wies der Vorsitzende der SPD, Otto Wels, zunächst einige plumpe Lügen Hitlers zurück. Dann wies er auf die Verfolgung seiner Partei hin und erklärte dem Reichstag die Ablehnungsgründe der SPD zum Ermächtigungsgesetz.